# バンパイアキラー
『バンパイアキラー』（VAMPIRE KILLER、北米: Castlevania: Bloodlines、欧州: Castlevania: The New Generation）は、コナミ（現・コナミデジタルエンタテインメント）から1994年3月17日（日本では3月18日）に発売されたメガドライブ用ソフトのアクションゲーム。「悪魔城ドラキュラ」のタイトルは冠していないが、悪魔城ドラキュラシリーズの1作で、唯一メガドライブでの作品。
本作は発売前の時点では、吸血鬼ドラキュラを題材にした世界のイメージと基本的なシステムは悪魔城ドラキュラシリーズを踏襲しているが、その続編ではなく、まったく新しい「コナミのホラーアクション新シリーズ」とされていた。また、発売当時には「ドラキュラ外伝」と紹介され、外伝として位置付けられていた。本作はゲーム雑誌上でユーザー参加企画（後述）が行われるなどしていたが、当初予定より延期されて発売され、開発中の画像には製品版には存在しないゲーム画面もあるなど、ゲーム内容の変更もあった。
2019年には『悪魔城ドラキュラ アニバーサリーコレクション』（5月16日配信）や、メガドライブの復刻版ハードメガドライブ ミニ（9月19日発売）に収録された。悪魔城ドラキュラ公式サイトで「現在では入手困難なプレミア品」と紹介されたこともある

## システム
基本的に従来同様、ジャンルとしてはステージをクリアして最終ボスを倒す、横視点スクロールのステージクリア型2Dアクションである。全6ステージで、ステージによってはちょっとした分岐ルートも存在する。シリーズ定番の鞭を武器とする主人公に、槍を武器とする主人公も加えたダブル主人公選択制を採用し、ゲーム開始時にどちらか1人を選択してスタートする（プレイ中のキャラクター変更は不可）。パスワード・コンティニュー制。オプション画面で難易度などを変更できる。従来のシリーズ作品と比較しての本作の特徴は以下の通り。
- これまでのシリーズ作品では悪魔城内部及びその周辺を各ステージとして区切っていたのに対し、本作は1917年の第一次世界大戦中のヨーロッパを舞台としており、ステージごとに舞台となる国を移動する。
- サブウェポンの使用に必要なアイテムの名称及び形状は伝統的に「ハート」だったが、本作では「ジュエル」という宝石型のアイテムとなっている。
- 従来はメイン武器のパワーアップは3段階（革の鞭 → 鎖の鞭 → 長い鎖の鞭）というのが伝統だったが、本作では更にその上の4段階までパワーアップする。ただし、4段階目の状態でダメージを受けると3段階目に戻ってしまう。また、4段階目でジュエル数が8以上ある状態では、サブウェポンがジョニーは敵を追尾、エリックは画面全体を拡散して攻撃する究極のサブウェポンに変化する。
- サブウェポンの種類が従来と異なる。悪魔城ドラキュラシリーズのサブウェポンと言えば、ナイフ・斧・聖水・クロス・懐中時計の5つが伝統的に使われてきたが、本作ではブーメラン・斧・聖水の3種類である。ただし、各サブウェポンごとに通常使用と、ジュエルを多く消費し強力な攻撃を繰り出す強化使用の2種類があり、主人公ごとの究極のサブウェポン2種も加えると、種類としては全8種存在する。
- 多関節[注 2]で動くボス敵が多い。

## キャラクター
ジョニー・モリス（Johnny Morris）
本作の主人公の1人。1895年12月12日生まれ、アメリカ・テキサス州出身のアメリカ人。22歳。吸血鬼ハンターの名門・ベルモンド一族の血を引くバンパイアハンター。モリス家に伝わる妖鞭バンパイアキラーを武器とする。通常時、鞭は正面に向かってしか振る事ができないが、滞空時のみ斜め上と真下にも振る事ができ、その際に鞭を天井に引っ掛ける「ロープフック」が使える。これを利用すれば通常のジャンプでは届かない遠くの足場まで移動できるうえ、一時的に無敵状態になれる。武器は革の鞭 → 鎖の鞭 → 長い鎖の鞭 → 波動鞭の4段階にパワーアップする。究極のサブウェポンは、渦巻が画面中を暴れて敵を追尾する「水龍」。日本版と米国版ではパッケージイラストのルックス、ファッションともに異なり、日本版ではゲーム内グラフィックに忠実なレザーのベストにサスペンダーを着用しているが、米国版ではフリルシャツにジャケットを着用している。
エリック・リカード（Eric Lecarde）
本作の主人公の1人。1892年5月3日生まれ、スペイン・セゴビア出身のスペイン人。25歳。元は芸術を愛する青年だったが、恋人を吸血鬼に変えてしまったエリザベートに復讐するためバンパイアハンターとなった。妖槍アルカードスピアを武器とする。武器を振る速度がジョニーより遅く（しゃがみ状態の攻撃のみジョニーより速く振る）、3段階目以上になると射程はジョニーより長くなる。しかし槍は刃先にしか攻撃判定がないので、3段階目以上にパワーアップして槍が伸びると手元の攻撃が疎かになる。立ち状態で方向キーを入れながら攻撃ボタンを押すと、左右、斜め上、真上の5方向に槍で突ける（滞空時は横と真下のみ）。横に槍を突いた場合のみ、槍が伸び切った後に反対側の方向キーを押せば、槍を振り回しつつ反転しての全方位への攻撃が可能で、更にその後にまた反対側にキーを入れれば何度でも連続して回転攻撃を続けられる。特殊な移動方法として、一定時間しゃがみ続けてジャンプボタンを押すと、槍を利用して真上方向へ高く飛ぶ「スピア・ハイジャンプ」ができる。これを利用すれば通常のジャンプでは届かない高い足場まで移動できるうえ、一時的に無敵状態になる。武器は槍 → 三又の槍 → 長い三又の槍 → 火炎残像槍の4段階にパワーアップする。究極のサブウェポンは、電撃が画面全体に拡散する「雷電槍」。
開発当初のキャラクターイラストでは髪が緑色だったが、途中で金髪に変更された。ゲーム中ではデモシーンは金髪、プレイヤーキャラクターとしてのグラフィックは緑色の髪のままである。
キンシー・モリス（Quincy Morris）
ジョニーの父親で、ベルモンド家の血を引いている。1897年にドラキュラとの戦いに終止符を打ち、永遠の眠りにつかせた。ストーリー紹介に名前が出てくるだけで、説明書のキャラ紹介にもゲーム中にも登場しない設定上の人物。
ドラキュラ伯爵（Dracula）
吸血鬼。エリザベートの叔父にあたる。幾度となく蘇り、人間との長い争いを続けてきたが、キンシーとの戦いに敗れて灰と化した。しかし怨念だけは残っており、今回の戦いの原因となっている。
ドロテア・ツェンテス（Drolta Tzuentes）
魔女。エリザベートの下僕である謎の老婆で、魔物達を操る。ドラキュラ第一形態が倒されると自ら戦いを挑んでくる。雑誌「ビープ！メガドライブ」では「彼女は死神の仮の姿だという説もあるが、真偽はさだかではない」と書かれているが、説明書のキャラクター紹介にそのような説明はなく、ボス戦などゲーム中でもドロテアと死神は別になっている。
エリザベート・バートリー（Elizabeth Bartley）
ドラキュラ伯爵の姪にあたる女吸血鬼。300年前に処刑されたが蘇った。邪悪な儀式によってサラエボでのオーストリア皇太子暗殺事件を引き起こし、第一次世界大戦勃発を招いた張本人。ヨーロッパ中の人間の魂を捧げることで、ドラキュラを復活させようとしている。戦闘の途中でメデューサに変身（あるいは召喚？）する。
死神（Death）
シリーズ恒例のボスにして、本作ではステージ6の中ボス。最初は八枚のカードを出し、攻撃したカードに応じた攻撃もしくは回復アイテムを出したり、倒したボスを召喚してくる。カードが尽きると空中を飛びながら、鎌による攻撃を繰り出してくる。
プリンセス・オブ・モス（Princess of Moss）
ステージ5のボス。登場時は貴族風の女性の姿だが（説明書のステージ紹介にはマリー・アントワネットの亡霊とある）、一定のダメージを受けると巨大な蛾の正体を現す。なお、エンディングスタッフロールでは上記の英語表記になっているのだが、「蛾」は英語で「moth」であり、「moss」だと「苔」の意味になってしまう。
ギアスチーマー（Gear Steamer）
ステージ4のボス。歯車の集合体。体当たりや歯車を投げつけて攻撃してくる。コミカルな動きが特徴。
ガーゴイル（Gargoyle）
ステージ3のボス。コウモリのような翼と長い尻尾を持つ巨大な怪物。空中を飛び回る。
ゴーレム（Golem）
ステージ2のボス。岩石で構成されたボディを持つ胴長短足のゴーレム。ボスの中で最も巨大だが動きは鈍く、瓦礫を降らせ攻撃してくる。
アーマーバトラー（Armor Battler）
ステージ1のボス。巨大な動く甲冑。両手に槍と斧を携えている。最終ステージでは通常の敵として登場する。

## 開発
1993年に同年末発売に向けて開発が開始され、開発スタッフのはなてんはこれまでのシリーズの雰囲気を活かしながら、屋外ステージを増やし、多関節キャラクターなどメガドライブでしか見られない場面を多く取り入れると語っていた。
同年の東京おもちゃショーに出品するも、この時点で開発率は10%であり、試遊はできたものの途中で止まってしまい、同時期に開発されていたPCエンジン向けタイトルの『悪魔城ドラキュラX 血の輪廻』の方が出来が良かったことで、メガドライブユーザーは悔しがっていたとされる。
東京おもちゃショー出品後、システムとしてはほぼ完成していたが、「ユーザーに満足してもらうため」（はなてん）、「メガドラ市場には半端なものは出せない」（山根ミチル）などの開発スタッフの意向により1993年秋時点で1994年春発売に延期された。また、はなてんからは独自色を出したいために敢えてタイトルに「ドラキュラ」を入れなかった点や槍を使った主人公を登場させたこと、本作がはなてんにとって「ドラキュラ3部作」の内の2部に当たり、従来シリーズに、菊池秀行の影響を受けた自身の解釈を加えた作品になっていることが語られた。山根にとって本作は初めて手掛けた悪魔城ドラキュラシリーズ作品となった。作曲に当たって山根はこれまでのシリーズ作品の音楽を全て聞き直し、クラシック音楽を参考にしつつ、自分の独自色を出すことに注力したと語っている。またメガドライブは搭載しているFM音源の発音は綺麗だが、PCM音源はあまり綺麗に鳴らないため、鮮明に聞こえるように調整したと語っている。

### ユーザー参加企画
開発中にメガドライブ専門ゲーム雑誌「メガドライブFAN」誌上にて、ゲームに登場する敵キャラクタとステージトラップのアイデアを読者から募集する「コナミ & メガドライブFAN特別共同企画」というアイデアコンテストが行われ、最優秀賞には金、優秀賞には銀、入賞（3枠）には銅色のオリジナルロムカセットの本作バンパイアキラーが賞品として受賞者に送られた。ゲーム中には下記の最優秀作品が登場している。
- 敵キャラクタ部門最優秀賞： 金賞「フライング・ビートル・ローラー」（ステージ4に登場する甲虫のような敵）、銀賞「首狩りコウモリ」（ステージ5に登場する鎌のような腕を持つ吊り下がった敵）
- ステージトラップ部門最優秀賞： 「シルエット・デーモン」（ステージ5に登場。トロンプ・ルイユの『ルビンの壷』を思わせる柱の中ボス）

### スタッフ
- プロデューサー: 桐田富和
- スーパーバイザー: 春木豊
- プログラマー MK1: Hanaten（山村としき）
- エネミープログラム: 武田長
- トラップ & エネミープログラム: 堀尾健一郎
- ワンダリングプログラマー: 古俣浩二
- プログラム: 稲邑秀也
- メインデザイナー: Bunmin（関貞策）
- デザイン: Mamuun（島村信一郎）
- スペシャルデザイン: TAT（高野泰）、Norio Takemoto
- サウンドプログラム: 藤尾敦、笠井治
- サウンドデザイン: 山根ミチル
- パッケージデザイン: M.Yoshihashi（吉橋真弘）、Kaori Sasaki

## 他機種版
| No. | タイトル                                                                 | 発売日                                    | 対応機種                                           | 開発元    | 発売元       | メディア         | 型式                  | 売上本数 | 備考                                                                    |
| --- | ------------------------------------------------------------------------ | ----------------------------------------- | -------------------------------------------------- | --------- | ------------ | ---------------- | --------------------- | -------- | ----------------------------------------------------------------------- |
| 1   | 悪魔城ドラキュラ アニバーサリーコレクション                              | 2019年5月16日                             | Nintendo Switch PlayStation 4 Xbox One PC（Steam） | M2        | KDE          | ダウンロード     | -                     | -        | 収録ソフトの一つ アップデートにより英語版(Castlevania Bloodlines)が追加 |
| 2   | バンパイアキラー Castlevania: Bloodlines Castlevania: The New Generation | 2019年9月19日 2019年10月4日 2019年9月19日 | メガドライブ ミニ                                  | M2        | セガゲームス | プリインストール | - HAA-2520 - MK-16000 | -        | 本体にあらかじめ収録されている42タイトルの中の一つ。                    |
| 3   | セガ メガドライブ for Nintendo Switch Online                             | 2021年10月26日                            | Nintendo Switch                                    | 任天堂 M2 | 任天堂       | ダウンロード     | -                     | -        |                                                                         |

## レビュー
ゲーム誌「ファミコン通信」のクロスレビューでは、合計で28点（満40点）。「メガドライブFAN」の読者投稿によるゲーム通信簿での平均点は、以下の通りで21.7点（満30点）であった。
| 項目 | キャラクタ | 音楽 | お買得度 | 操作性 | 熱中度 | オリジナリティ | 総合 |
| 得点 | 3.8        | 3.7  | 3.3      | 3.7    | 3.9    | 3.3            | 21.7 |

「懐かしのメガドライブ 蘇れメガドライバー !!」（2018年出版）では、ゴシックホラーの世界観の中、したたり落ちる血の表現や、建物のゆらめき、水面に映る建物の表現など、プレイヤーを視覚的に驚かせるギミックが多数盛り込まれている。高難易度でライトユーザーを寄せ付けない雰囲気もあるが、シリーズになれたプレイヤーなら順応できる作品と評された。